# 呉新聞
呉新聞（くれしんぶん）は、かつて日本の広島県呉市に存在した新聞である。

## 概要
中国新聞系列であり、呉市と大日本帝国海軍呉鎮守府を対象に発行された。十五年戦争に伴う新聞統制で、1941年9月1日に芸備日日新聞と統合。軍都である呉市の治安維持のため、一県一紙政策の例外として中国新聞と共に存続が許された。
太平洋戦争末期の1945年7月1日、発行元の呉新聞社は空襲により焼失した。同年8月1日より、呉新聞は中国新聞社から発行されるようになった。
1947年11月15日、休眠状態の呉新聞社が中国新聞社に合併されたが、呉新聞はその後も中国新聞とは別個に発行された。
1948年11月3日、呉新聞は中国新聞と統合し、完全に消滅した。